# 接單生產
接單生產（make to order : build to order）或訂貨生產(make-to-order production)
指廠商在接獲顧客訂單後，依訂單指示進行生產製造後出貨，通常在實務上採用接單生產的廠商，會依照買主所做的需求預測先採購部分原料，並在接獲顧客訂單後，根據訂單上的需求與數量向上游零組件供應商採買其他所需之物料，再依照訂單需求進行產品製造，完成後直接出貨給顧客。
換言之，就是依據實際的訂單發生而啟動生產流程，與此相對的生產方式是存貨生產。廠商接到顧客訂單後，才依顧客的具體需求，進行設計、生產等活動。若無訂單，則生產幾乎停頓，若訂單過多則要加班趕工。
接單生產的好處是減少滯銷的風險，並減少倉儲的成本，其缺點是出貨速度慢，無法即時提供顧客商品。